# Ceramics-Silikáty
Ceramics-Silikáty  je  vědecký časopis vydávaný Vysokou školou chemicko-technologickou v Praze a Ústav struktury a mechaniky hornin Akademie věd České republiky. Časopis publikuje původní vědecké, tedy nikoliv čistě technologické, články týkající se chemickými i fyzikálními vlastnostmi keramiky, skla a dalších moderních anorganických a hybridních materiálů. Časopis vychází 4x ročně, články jsou volně dostupné na webových stránkách časopisu.
Za rok 2012 měl časopis impakt faktor 0,418, čímž byl 15. z celkem 27 časopisů v kategorii materiálové vědy. Podle metodiky RIV je publikace v tomto časopise hodnocena 23 body.